# شاهنامه خالقی مطلق
شاهنامهٔ خالقی مطلق نامی است که نسخه‌ای از شاهنامه فردوسی بدان نامور است که جلال خالقی مطلق در نیمهٔ دوّمِ قرنِ چهاردهمِ هجریِ خورشیدی آماده کرد و به چاپ رسانید. این تصحیح در هشت دفتر میان سال‌های ۱۳۶۶–۱۳۸۶ ه‍.ش توسط انتشارات بنیاد میراث ایران در نیویورک به چاپ رسید و سپس در سال ۱۳۸۶ ه‍.ش، مجموعهٔ هشت جلدی به‌طور یک‌جا توسط انتشارات کانون فردوسی وابسته به مرکز دائرةالمعارف بزرگ اسلامی منتشر شد.
خالقی مطلق تا سال ۱۳۸۷، بیش از ۳۶ سال بر سرِ این تصحیح زمان گذاشته است. او در میانهٔ تصحیح از بیمِ پیشی‌گرفتنِ عمر بر انجامِ کار، از محمود امیدسالار از دانشگاه ایالتی کالیفرنیا و ابوالفضل خطیبی از اعضای فرهنگستان زبان و ادب فارسی برای ویرایشِ دفترهای ششم و هفتم یاری گرفت. با توجه به مدتِ ۱۵ سال همکاریِ امیدسالار و خطیبی با خالقی مطلق بر سرِ این تصحیح، این نسخه از شاهنامه بیش از ۵۰ سال زمان برده است.
مهم‌ترین ویژگی‌های این نسخه از نگاهِ ابوالفضل خطیبی عبارتند از: ۱. بررسی نزدیک به ۵۰ نسخهٔ دستنویس و نگارش و انتشار مقالات بسیاری دربارهٔ آنها و سرانجام گزینش ۱۶ دستنویس از قدیمی‌ترین و معتبرترین این نسخه‌ها برای تصحیح؛ ۲. قراردادن کهن‌ترین و معتبرترین نسخهٔ دستنویس نسبتاً تازه‌یافته از شاهنامه به‌نام دستنویس فلورانس به‌تاریخ ۶۱۴ ه‍.ق برای تصحیح؛ ۳. بهره‌گیری از اصول علمی تصحیح متون به‌ویژه اصل «ضبط دشوارتر برتر است.»؛ ۴. بهره‌گیری از نسخهٔ عربی بنداری به‌تاریخ ۶۲۱–۶۲۲ ه‍.ق؛ ۵. استفاده از روش تحقیقی و بهره‌گیری منطقی از منابع حاشیه‌ای برای تصحیح؛ ۶. به‌کاربردن واژگان تازه و ضبط‌هایی متفاوت از نام‌های خاص مانند سیاوخش، فریگیس، گیومرت و مانند اینها؛ ۷. آفرینش روشی علمی، ساده و مفید برای ثبت نسخه‌بدل‌ها؛ ۸. حرکت‌گذاری بعضی واژگانی که چندگونه می‌توان خواند و بهره‌گیری از نشانه‌های سجاوندی برای خوانش درست؛ ۹. پیوست یادداشت‌های توضیحی همراه با متن انتقادی؛ ۱۰. واژه‌نامه؛ ۱۱. کشف معانی و کاربردهای ازیادرفتهٔ بعضی واژگان.

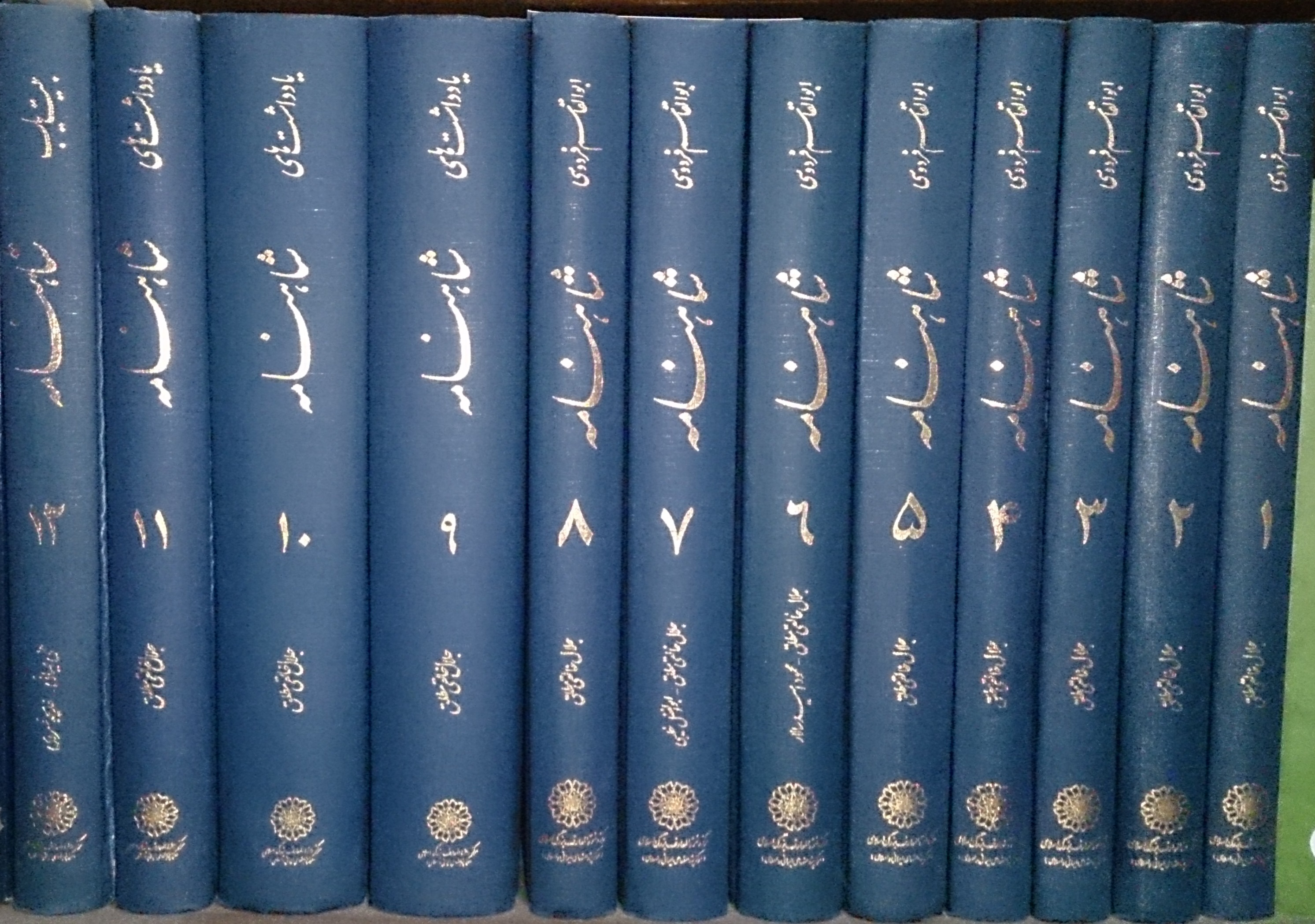
شاهنامهٔ فردوسی، پیرایش یکُمِ جلال خالقی مطلق
شاهنامهٔ فردوسی، پیرایش دومِ جلال خالقی مطلق

## بازخوردها
بسیاری از شاهنامه‌پژوهان ایرانی و خارجی، این ویرایش را مثبت ارزیابی کرده‌اند و یا آن را ستوده‌اند از آن میان می توان: ایرج افشار، علی‌اشرف صادقی، سعید حمیدیان، محمدامین ریاحی، محمد دبیرسیاقی، جلال‌الدین کزازی، جلیل دوست‌خواه، محمدجعفر یاحقی، احسان یارشاطر، علیرضا شاپور شهبازی، جلال متینی، ویلیام هانوی، جروم کلینتون، دیک دیویس و فرانسوا دوبلوا را نام برد.
خالقی مطلق پس از انتشارِ این تصحیح و بنابر برنامه و وعدهٔ پیشین، مجدداً ویرایشِ خویش و همکارانش را بررسی کرد و با نسخه‌های تازه‌یافته، تجربه‌ها و پژوهش‌های نوینش و پیشنهادها و نقدهای دیگران، ویراستِ دوم از تصحیح خود را منتشر کرد. این نسخه در دو جلد و توسط انتشارات سخن در سال ۱۳۹۳ ه‍.ش به چاپ رسید.
همچنین از طرفی برخی دیگر از شاهنامه‌پژوهان و ادیبان مطرح از جمله فریدون جنیدی، بهرام مشیری، محمد رسولی بر این باورند که شاهنامه خالقی مطلق دارای ایراداتی است از جمله "اشتباه در گزینش و اصلاح برخی ابیات و داشتن دیدگاه اسطوره ای و افسانه ای به شاهنامه" و اینکه این تصحیح ویرایش از شاهنامه  نیست و مقابله صرف نسخ آن است.